# Harry Potter en het Vervloekte Kind
Harry Potter en het Vervloekte Kind (Engels: Harry Potter and the Cursed Child) is een tweedelig theaterstuk geschreven door Jack Thorne. Thorne baseerde het script van het stuk op een nieuw verhaal van J.K. Rowling en John Tiffany. De try-out-periode begon op 7 juni 2016 in het Londense Palace Theatre op West End. Het toneelstuk ging in première op 30 juli 2016.

## OrigineleWest End-bezetting
| Rol                                                        | Acteur                                 | Plaatsvervangende acteurs                  |
| ---------------------------------------------------------- | -------------------------------------- | ------------------------------------------ |
| Harry Potter                                               | Jamie Ballard                          | Phil Cheadle, Jim Fish                     |
| Ginny Wemel                                                | Susie Trayling                         | Sue Appleby, Lucia McAnespie               |
| Albus Potter                                               | Dominic Short                          | Craig Connolly, Thomas Royal               |
| Hermelien Griffel                                          | Michelle Gayle                         | Valerie Antwi, Wreh-Asha Walton            |
| Ron Wemel                                                  | Thomas Aldridge                        | Phil Cheadle, Tim Dewbery                  |
| Draco Malfidus                                             | James Howard                           | Tim Dewbery, Thomas Gilbey                 |
| Scorpius Malfidus                                          | Luke Sumner                            | Gordon Millar, Tom Sturgess                |
| Roos Griffel-Wemel Jonge Hermelien                         | Phoenix Edwards                        | Lola Adaja, Rachel Hinds, Wreh-Asha Walton |
| Jammerende Jenny                                           | Lucy Mangan                            | Lola Adaja, Rachel Hinds, Emma-May Uden    |
| Lily Potter                                                | Abby Barnes, Chase Collard, Cici Smith | Lola Adaja, Rachel Hinds, Emma-May Uden    |
| Herman Duffeling Severus Sneep Voldemort                   | David Annen                            | Robert Curtis, David Mara                  |
| Rubeus Hagrid Sorteerhoed                                  | Mark Theodore                          | Samson Ajewole, David Mara                 |
| Petunia Duffeling Madame Hooch Dorothea Omber              | Kathryn Meisle                         | Sue Appleby, Lucia McAnespie               |
| Barend Kannewasser Albus Perkamentus                       | Ian Redford                            | Tim Dewberry, David Mara                   |
| Minerva Anderling Snoepverkoopster van de Zweinsteinexpres | Morag Cross                            | Sue Appleby, Luvia McAnespie               |
| James Potter James Sirius Potter Carlo Kannewasser         | Thomas Royal                           | Jordan Lang, Tom Sturgess                  |
| Dirk Duffeling Viktor Kruml Karl Jenkins                   | Craig Connolly                         | Jordan Lang, Gordon Millar                 |
| Centaur Bane                                               | Samson Ajewole                         | Robert Curtis, Thomas Gilbey               |
| Delphi Kannewasser                                         | Madeleine Walker                       | Lola Adaja, Lucy Mangan, Emma-May Uden     |
| Craig Bowker Jr                                            | Ronnie Lee                             | Craig Connolly, Jordan Lang, Gordon Millar |
| Polly Chapman                                              | Emma-May Uden                          | Lola Adaja, Rachel Hinds                   |
| Yann Fredericks                                            | Tom Sturgess                           | Jordan Lang, Gordon Millar                 |

## Achtergrond
In december 2013 kondigde J.K. Rowling een toneelstuk over Harry Potter aan. In juni 2015 werd de titel van het stuk bekendgemaakt. Tevens kondigde Rowling aan dat het toneelstuk in de zomer van 2016 in première zou gaan. In oktober van dat jaar werd op Pottermore bekendgemaakt dat het verhaal van het stuk zich negentien jaar na De Relieken van de Dood zou afspelen. De epiloog van dat boek, en dus van de originele boekenserie, was een flashforward, en het is deze scene die de beginscene van dit stuk vormt. In december van 2015 werd bekendgemaakt welke acteurs de rollen van Harry, Ron en Hermelien zouden vertolken. Direct na de bekendmaking was er kritiek op de casting van een zwarte actrice als Hermelien Griffel. Rowling verdedigde de casting en verklaarde dat Noma Dumezweni de beste actrice voor de rol was.

## Scriptpublicatie
Op 31 juli 2016, één dag na de première van het toneelstuk, werd door Little, Brown and Company het voorlopige script, dat tijdens de try-out-periode van het stuk gebruikt werd, in boekvorm uitgebracht. De Nederlandse vertaling van het script is op 19 november 2016 verschenen. De definitieve versie van het script werd op 25 juli 2017 uitgebracht.
Volgens Guinness Book of Records is Harry Potter en het Vervloekte Kind het bestverkopende toneelscript ter wereld. Per 7 november 2020 waren wereldwijd 9.237.886 exemplaren verkocht.

## Verhaal
Het verhaal speelt zich negentien jaar na het laatste boek af, en Harry Potter is nu dus volwassen. Hij heeft samen met Ginny Wemel drie kinderen: James Sirius Potter, Albus Severus Potter en Lily Loena Potter. In het boek begint Albus aan zijn eerste jaar op Zweinstein, terwijl zijn oudere broer James er al een jaar school volgt. Samen met Roos Wemel, het kind van Hermelien Griffel en Ron Wemel, gaat hij met de Zweinsteinexpres naar school. In de trein ontmoet hij Scorpius Malfidus, de zoon van Astoria en Draco Malfidus. Ze raken bevriend. Bij de openingsceremonie met de Sorteerhoed worden Albus en Scorpius beide ingedeeld in Zwadderich. Omwille van deze gebeurtenissen krijgen Albus en Harry ruzie. Gedurende deze ruzie komt Barend Kannewasser bij Harry op bezoek. Albus luistert af hoe zij praten over de dood van Carlo Kannewasser, Barends zoon, door Voldemort. Barend wil met behulp van een tijdverdrijver Carlo terughalen. Terwijl Albus staat af te luisteren ontmoet hij Delphi Kannewasser. Zij is eigenlijk Delphini Vilijn, de dochter van Voldemort, maar dat weet Albus niet. Ze worden vrienden. Samen met Delphi en Scorpius gaat Albus naar het Ministerie van Toverkunst om de tijdverdrijver te stelen. Dat verloopt succesvol. Ze gaan terug in de tijd, en verhinderen de eerste opdracht van Het Toverschool Toernooi (uit Harry Potter en de Vuurbeker) door Carlo te ontwapenen. Wanneer ze weer terugkomen blijkt dat Carlo nog steeds dood is, maar er zijn verscheidene dingen veranderd. Ze besluiten nog een keer terug te gaan. Dit keer komt alleen Scorpius terug, omdat Albus niet meer bestaat. Scorpius heeft een andere realiteit gecreëerd waarin Voldemort terug is, Harry gedood is tijdens de Slag om Zweinstein en de Dreuzels worden mishandeld en vermoord op Zweinstein. Omdat Harry dood is, bestaat Albus ook niet meer. Uiteindelijk weet Scorpius de tijd weer terug te krijgen zoals normaal. Nadat Scorpius zijn verhaal heeft verteld, verklapt Delphi dat zij de dochter van Voldemort is en wil ze de tijdlijn weer krijgen hoe Scorpius die had gezien. Ze gaan terug in de tijd en uiteindelijk komen Albus en Scorpius uit in Goderics Eind, op de dag dat Harry's ouders door Voldemort werden gedood. Ze weten Harry in het heden te waarschuwen en zo gaan Harry en zijn vrienden naar het verleden. Uiteindelijk blijkt dat Delphi alleen haar vader wilde ontmoeten. Met een transfiguratiespreuk verandert Harry in Voldemort om zo Delphi te misleiden. Uiteindelijk blijkt de spreuk niet sterk genoeg, verandert Harry terug naar zichzelf en na een duel met de Harry in het verleden wordt Delphi verslagen en gearresteerd vanwege de moord op een leerling van Zweinstein. Harry en zijn vrienden kijken toe hoe Voldemort Harry's ouders doodt en samen gaan ze terug naar hun eigen tijd.